# Mesochorus grandidentatus
Mesochorus grandidentatus là một loài tò vò trong họ Ichneumonidae.